# 미조인
미조인(Mizo)은 인도 북동부의 미조람 주와 인근 지역에 주로 거주하는 민족으로 인구는 약 400만 명이다. 미조인은 본래 특정한 하나의 부족을 가리키는 말은 아니며 중국-티베트계의 미조어를 말하는 여러 부족을 통틀어 이르던 말이다. 특히 미얀마의 친족과는 거의 같은 계통으로, 인도-미얀마가 분리되면서 민족도 분리된 것이다.
일각에서는 민족주의 운동이 존재한다. 1959년 기근에 대한 정부 대응에 불만을 품고 1961년 민족 단체인 미조 민족 전선(Mizo National Front)이 조직되었고, 이후 여러 차례의 봉기와 분쟁이 이어지다가 1986년 민족전선과 중앙정부 사이에 평화 조약이 맺어졌다.
식민시대 이전 미조인들은 애니미즘 계통 원시 신앙을 믿었으나 19세기 영국 등에서 온 선교사들의 전도로 오늘날에는 80% 이상이 기독교 신앙을 믿고 있으며, 특히 그 중 대부분은 장로교에 속한다. 미조인은 영어의 구사능력과 문해율이 인도에서 가장 높은 민족 중 하나이기도 하다.

## 같이 보기
- 미조람주
- 쿠키족
- 친족 (민족)